# Ernest Gravier
Pour les articles homonymes, voir Gravier.
Ernest Gravier est un footballeur français né le 26 août 1892 à Montbeugny dans l’Allier et mort le 14 mars 1965 à Saint-Rémy-de-Provence. Il évolue au poste d'attaquant, d'intérieur ou d'arrière.

## Carrière en club

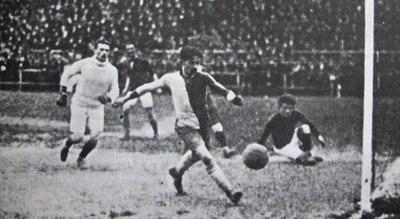
Finale de la Coupe de France 1920 : le défenseur havrais Grivel sauve son gardien sous les yeux d'Ernest Gravier, à droite.

Il commence sa carrière de footballeur au Cercle athlétique de Paris en 1906. Avec le CA Paris, il est champion de Paris en 1909 et remporte les Trophée de France en 1911 et 1913. Il remporte sous le maillot du CA Paris également la Coupe de France 1919-1920 en battant Le Havre Athletic Club par 2-1 en finale. Ses coéquipiers sont alors entre autres les internationaux français Henri Bard, Marcel Vanco, Maurice Bigué, André Allègre, André Poullain et Louis Mesnier, ainsi que les internationaux suisses Ivan Dreyfus et Robert Pache.
Il quitte le CAP en 1920 et joue une saison au Red Star avec lequel il remporte une deuxième Coupe de France consécutive en 1920-1921, disputant notamment le quart de finale victorieux 4-0 contre l'AS Cannes.
Après ce titre, Ernest Gravier joue au CASG Paris puis au FC Sète,, avec lequel il devient cinq années consécutivement champion du Sud-Est. Il termine sa carrière en 1930, après avoir encore porté les maillots du Nîmes Olympique et de l'Athlétic Club Arlésien.

## Carrière en sélection
Ernest Gravier est également sélectionné onze fois en équipe de France de 1911 à 1924. Il marque le quatrième but de la victoire française 1-4 au Luxembourg le 29 octobre 1911 devant 4 000 spectateurs. Après avoir honoré six sélections en 1911, il revient en équipe de France douze ans plus tard et participe en 1924 aux Jeux olympiques d'été de Paris où la France perd en quarts de finale contre l'Uruguay futur vainqueur de l'épreuve.

## Palmarès
- Cercle athlétique de Paris :
  - Champion de Paris USFSA en 1909
  - Finaliste du Championnat de France USFSA en 1906
  - Vainqueur du Trophée de France en 1911 et 1913
  - Vainqueur de la Coupe de France en 1920

- Red Star :
  - Vainqueur de la Coupe de France en 1921

- FC Sète[note 1] :
  - Champion du Sud-Est cinq saisons consécutives de 1922 à 1926

- Équipe de France :
  - Quart de finaliste aux Jeux olympiques de Paris en 1924